# Statua Chrystusa Króla w Cubilete
Statua Chrystusa Króla w Cubilete (hiszp: Cristo Rey del Cubilete) – statua przedstawiająca Jezusa Chrystusa znajdująca się na szczycie Cerro del Cubilete w stanie Guanajuato w Meksyku. Jest to jeden z największych pomników Chrystusa w całości wykonany z brązu.
Całkowita wysokość pomnika wynosi 20 metrów, a u jego podstawy znajduje się sanktuarium, które po bazylice Matki Bożej w Guadelupe i San Juan de los Lagos jest najczęściej odwiedzanym miejscem pielgrzymkowym w Meksyku.
Uznaje się, że pomnik Chrystusa Króla w Cubilete położony jest w geograficznym centrum Meksyku.

## Galeria zdjęć

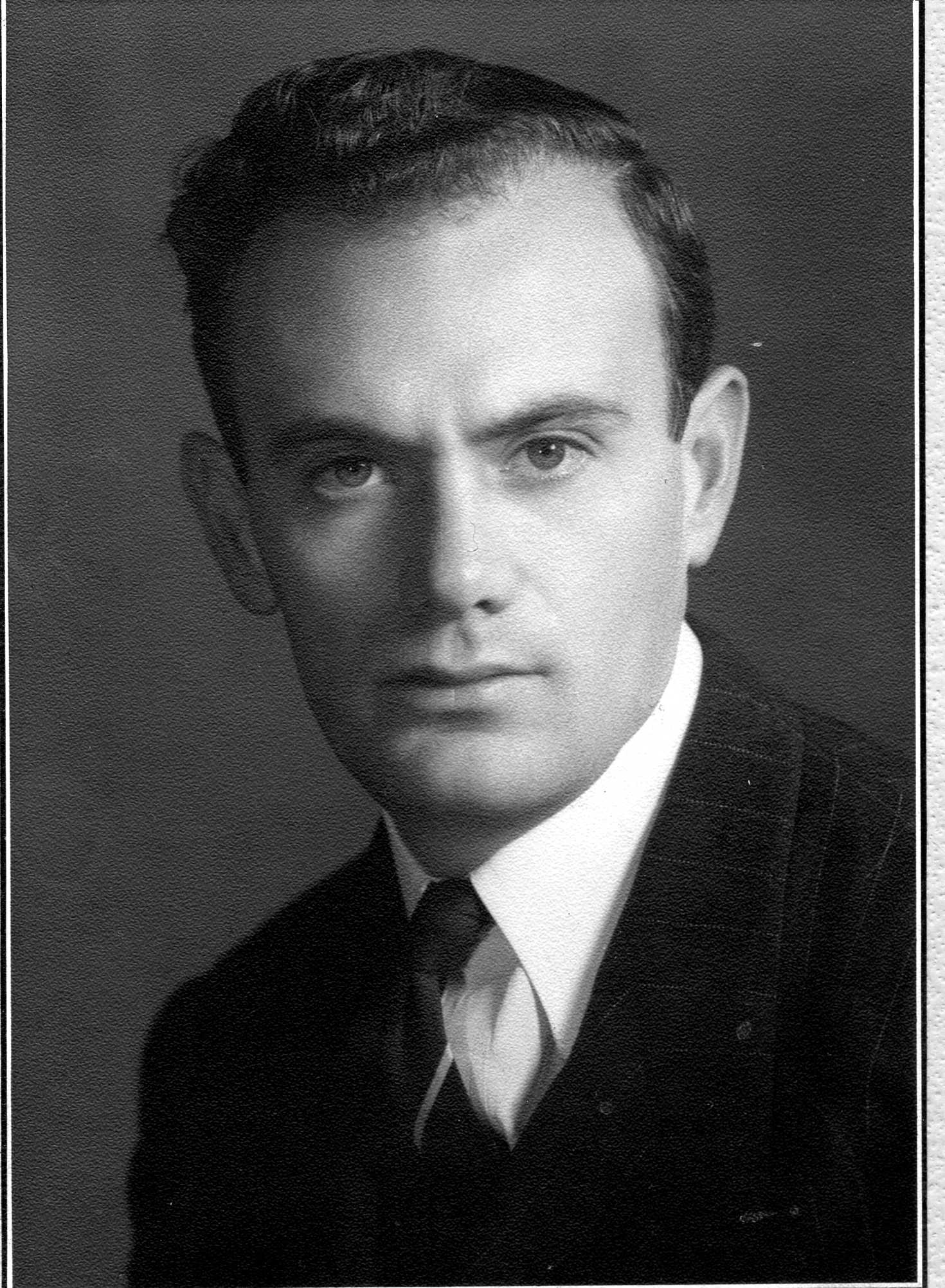
José Carlos Ituarte González - główny budowniczy statuy
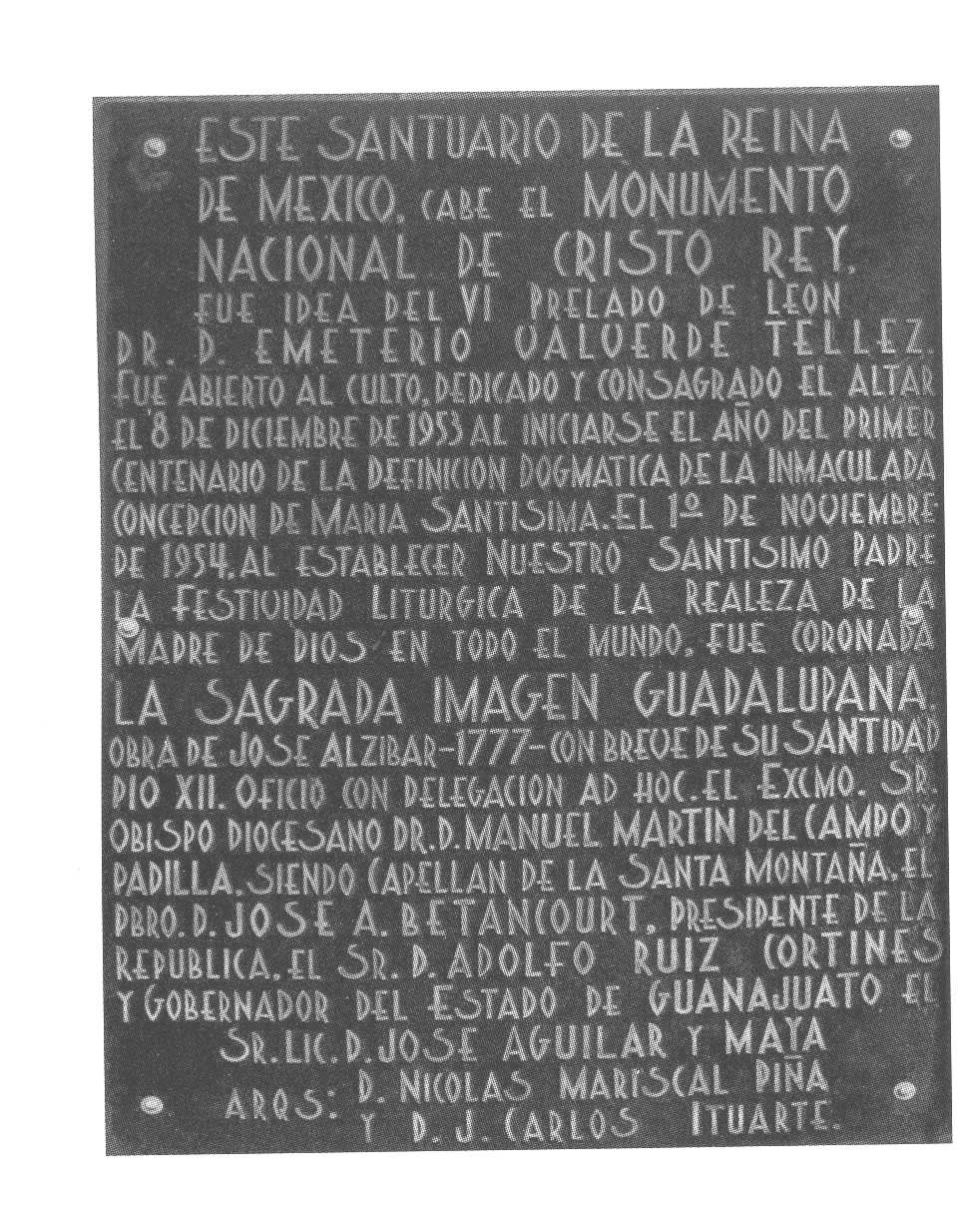
Tablica upamiętniająca autora projektu  Nicolása Mariscala y Piña, a także głównego budowniczego José Carlosa Ituarte Gonzáleza
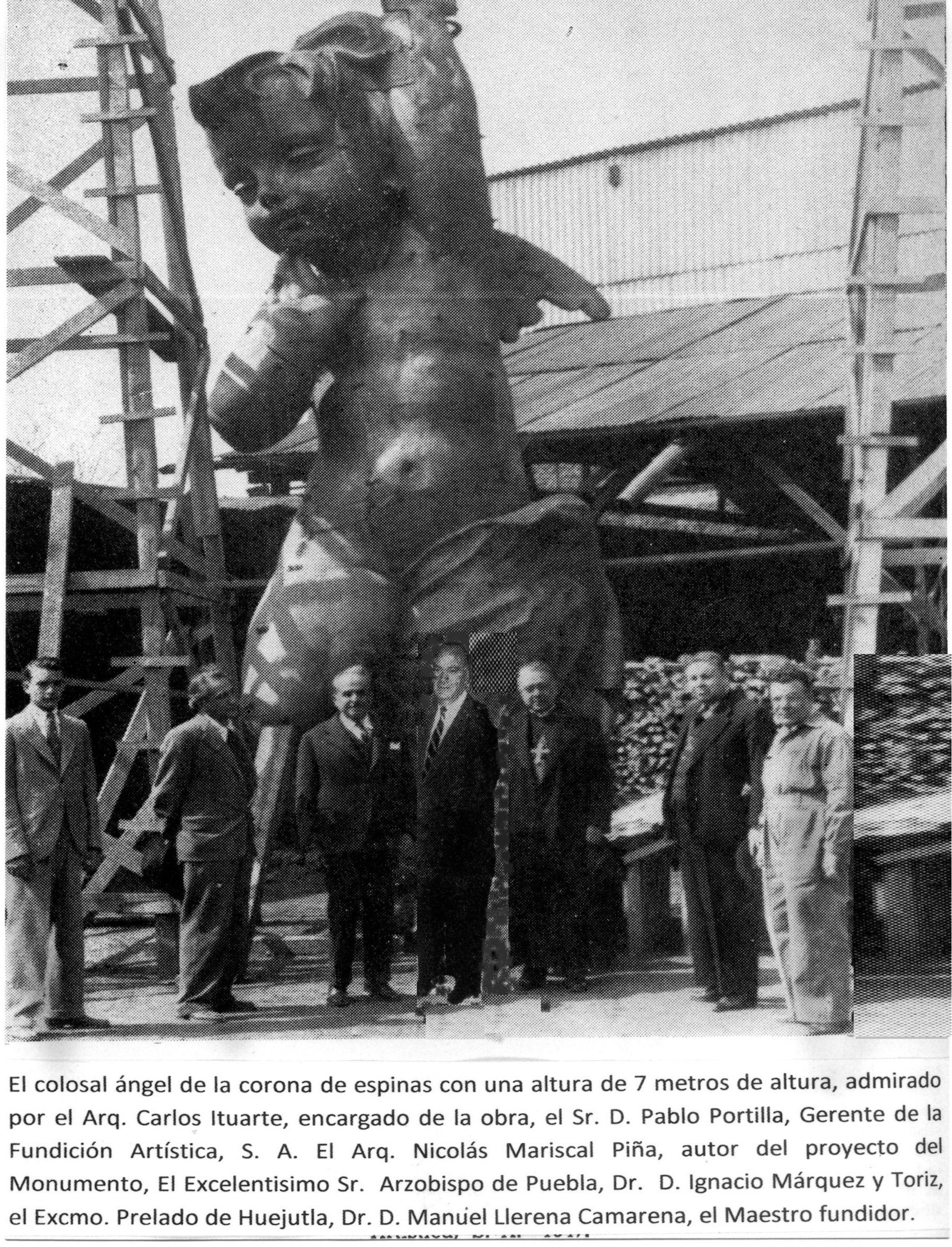
Zdjęcie jednego z aniołów ze statuy
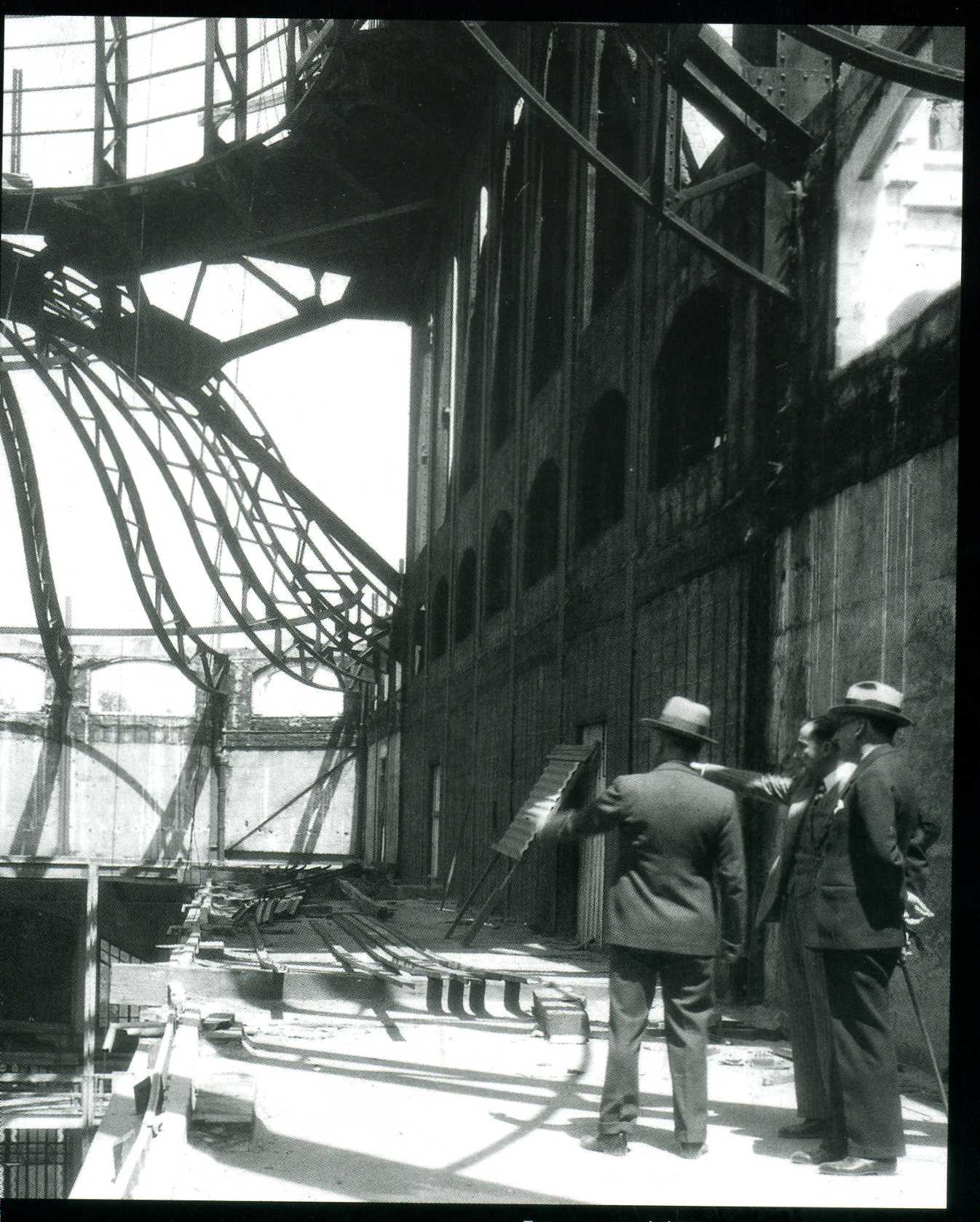
Podczas budowy kopuły sanktuarium znajdującej się w podstawie pomnika
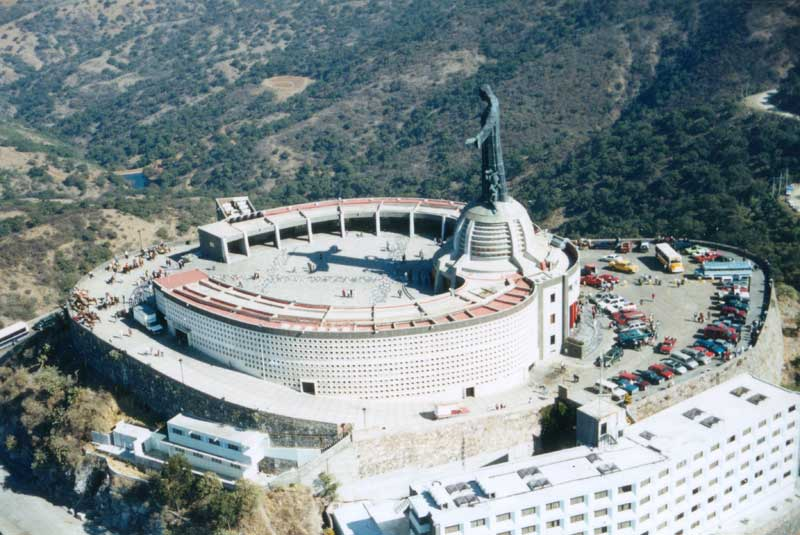
Statua Chrystusa Króla na szczycie Cerro del Cubilete